# دوريون ساجان
دوريون ساجان (بالإنجليزية: Dorion Sagan)‏ هو كاتب علم أمريكي، ولد في 1959.

## وصلات خارجية
- دوريون ساجان على موقع IMDb (الإنجليزية)